# 弓原望
弓原 望（ゆみはら のぞむ、1971年11月9日 - ）は日本の小説家。男性。東京都出身。日本SF作家クラブ会員。

## 略歴
1996年に『マリオ・ボーイの逆説(パラドクス)』で集英社ロマン大賞佳作を受賞し、これが出版されデビューとなる。
『メタルウルフ』シリーズはのちに『メタルウルフREV』としてゲーム化（ジャンルはADV）され、ドリームキャストおよびプレイステーション2で発売された。2006年にゲーム『メタルウルフREV』PS2版発売以来、公の場での弓原名義の作品の発表は途絶えている。

## 主な作品
- マリオ・ボーイの逆説（1996年10月）（イラスト：梨木有実、コバルト文庫、集英社）ISBN 4-08-614245-7
- 黄金の瞳燃えるとき　救世鬼――ダーク・メサイア――（1997年1月）（イラスト：秋吉くま子、コバルト文庫）ISBN 4-08-614280-5
- ヴァージン・システム（1997年6月）（イラスト：KIRIN、スーパーファンタジー文庫）ISBN 4-08-613266-4
- アーサー王子乱行記シリーズ（イラスト：細雪純、スーパーファンタジー文庫）
  - 薄・幸・少・年（1998年2月）　ISBN 4-08-613294-X
  - 桃・色・騎・士（1998年8月）　ISBN 4-08-613315-6
  - 偽・装・女・神（1998年12月）　ISBN 4-08-613329-6
  - クロスロード（1999年5月）　ISBN 4-08-613349-0
  - メビウスの終端（1999年9月）　ISBN 4-08-613361-X
- 水鳥川探偵社シークレット・ファイル・シリーズ（イラスト：赤美潤一郎、スーパーファンタジー文庫）
  - 夜のミラビリス（2000年4月） ISBN 4-08-613380-6
  - マインド・ラビリンス（2000年7月） ISBN 4-08-613387-3
  - 檻（2000年11月） ISBN 4-08-613395-4
- 機甲学園カミカゼ・シリーズ（イラスト：山田秋太郎、ファミ通文庫）
  - 温泉惑星を奪回せよ（2000年4月） ISBN 978-4757700079
  - 成美の子育てダイアリィ（2000年10月） ISBN 978-4757701939
  - 銀河特攻!大和魂よ永遠に（2001年2月） ISBN 978-4757703490
- メタルウルフ（2001年4月）（イラスト：AM-DVL、スーパーダッシュ文庫)　ISBN 4-08-630031-1
- アストラルギア・1（2001年8月）（イラスト：フミオ、ファミ通文庫、エンターブレイン)　ISBN 4-7577-0530-1